# Максимов, Александр Ефимович
Макси́мов Алекса́ндр Ефи́мович (1914—1984) — лётчик-ас, Герой Советского Союза, генерал-майор, участник Великой Отечественной войны.

## Детство
Родился в с. Перелоги Юрьевского уезда Владимирской губернии (ныне — урочище в Юрьев-Польском районе Владимирской области) в семье крестьянина.

## Учёба
В 1930 году окончил сельскую школу и правлением колхоза направлен во Владимирскую школу ФЗУ автотранса.
Весной 1934 года получил семилетнее образование и специальность слесаря-автоэлектроремонтника. В том же году по рекомендации райкома комсомола направлен во 2-ю Тамбовскую школу гражданского воздушного флота, по окончании которой получил среднее образование, специальность пилота ГВФ и воинское звание «младший лейтенант запаса». В 1938—1940 годах работал лётчиком-инструктором, командиром звена и начальником отряда во Владимирском и Кольчугинском аэроклубах.
В апреле 1940 года Ивановский областной отдел Осоавиахима командировал А. Е. Максимова на курсы усовершенствования Центрального клуба имени В. П. Чкалова по боевым истребителям «И-16», «И-15». В декабре 1940 года курсы были преобразованы в Астафьевскую военно-авиационную школу, а курсанты призваны в Красную Армию.
В августе сорок первого года А. Е. Максимов получил назначение в 8-й запасной авиаполк Приволжского военного округа для переучивания на истребитель «Як-1».

## В годы войны
В Великую Отечественную войну исполнял должность заместителя и командира эскадрильи, помощника командира истребительного авиационного полка по воздушно-стрелковой подготовке на Западном, Степном, 2 и 1 Украинских фронтах. Участвовал в Московской и Курской битвах, Белорусской, Ясско-Кишинёвской, Висло-Одерской, Берлинской и Пражской наступательных операциях.
За время войны совершил 412 боевых вылетов, провёл более 60 воздушных боёв, сбил 19 самолётов противника (все победы одержал лично).
Указом Президиума Верховного Совета СССР от 10 апреля 1945 года майору А. Е. Максимову присвоено звание Героя Советского Союза. Первую боевую победу одержал 19 февраля 1942 года. Один вылетел на перехват самолётов противника в район Гжатска (ныне город Гагарин). Вступил в бой с пятью немецкими бомбардировщиками «Ю-88», которые были на подходе к цели бомбометания, два из них сбил, остальные, побросав хаотично бомбы, развернулись в обратном направлении.

### Эпизоды боевой жизни
5 июля 1943 года был ведущим 10 истребителей «Як-1» при сопровождении 12 штурмовиков «Ил-2». На встречном курсе в районе Тамаровка вступили в бой всей группой с 30 немецкими «Ю-87» и 12 истребителями «Ме-109», расстроили боевой порядок полёта и не позволили прицельно сбросить бомбы на расположение наших войск. Лично в воздушном бою сбил два «Ю-87». Был тяжело ранен, но самолёт привёл и посадил на своём аэродроме.
3 октября 1943 года сопровождал два штурмовика «Ил-2» на разведку. На станции Верховка было обнаружено 12 воинских эшелонов с техникой, личным составом и боеприпасами. За несколько заходов советские лётчики уничтожили 10 эшелонов противника. В течение нескольких часов, на удалении десятков километров были слышны разрывы снарядов и видно зарево пожара.
11 декабря 1943 года во главе четырёх истребителей «Як-1» сопровождал 6 штурмовиков «Ил-2» на бомбёжку скопления противника. В районе Ново-Михайловка встретили до 45 бомбардировщиков «Ю-87» в сопровождении 12 истребителей «Ме-109». Договорившись по радио с командиром штурмовиков, внезапно напали на немецкую армаду. В воздушном бою сбили 4 бомбардировщика и 2 истребителя. На личный счёт А. Е. Максимова было записано по одному бомбардировщику и истребителю.
Начальник штаба штурмового полка так отзывался о работе истребителей группы А. Е. Максимова: «Гвардии майор Максимов неоднократно своей группой Як-1 сопровождал „Ил-2“ 143 штурмового авиаполка на выполнение боевых заданий по разгрому войск и техники противника от Северского Донца до р. Прут и Вислы. Прикрытие всегда было надёжным. Над целью и в зоне огня лётчики Максимова А. Е. умело маневрировали и не отрывались от строя штурмовиков. 1 февраля 1944 года семь „Ил-2“ вылетели на штурмовку 40 танков противника в районе Лишнякова, Толмач. Их сопровождали четыре „Як-1“ Максимова. В 13 час 30 мин на высоте 1100 м в районе Толмач 12 истребителей противника прикрывали танки. Заметив наших штурмовиков, истребители противника пытались атаковать „Ил-2“, но были встречены смелым заградительным огнём наших истребителей. Все атаки противника были отбиты, штурмовики отлично выполнили боевое задание и без потерь вернулись на аэродром. Таких примеров хорошей работы группы истребителей А. Е. Максимова можно привести много. Лётчики — штурмовики всегда довольны работой истребителей прикрытия».
За время войны был дважды ранен и трижды подбит, но всегда возвращался в родной полк. Последний боевой вылет майор Максимов совершил 9 мая 1945 года на разведку аэродрома «Ружаны» под Прагой.

## После войны
После войны Максимов А. Е. продолжил службу в военной авиации и сделал блестящую карьеру. Он был командиром авиационного полка, командиром авиационной дивизии и командиром 88-го истребительно-авиационного корпуса ПВО. Освоил реактивную технику, много летал в обычных и сложных метеоусловиях. Руководимые им авиаполки всегда имели большой налёт часов, успешно выполняли план боевой и политической подготовки. За освоение новой реактивной техники и выполнение полётов в сложных метеоусловиях награждён орденами Красной Звезды и Красного Знамени. Имел звание «Военный лётчик» 1 -го класса. За всё время службы в авиации имеет налёт 3115 часов.
Постановлением Совета Министров СССР от 18 декабря 1958 года за № 186 Александру Ефимовичу Максимову присвоено воинское звание генерал-майор авиации.

## На пенсии
Александр Ефимович Максимов уволен из армии 19 января 1962 года по болезни и в связи со значительным сокращением Вооружённых Сил СССР с учётом в Кировском РВК города Ярославля.
Находясь на пенсии, вёл активный образ жизни. Непродолжительное время работал в областном совете профсоюзов, а в основном вёл общественную работу и был желанным гостем в школах, военных частях, в рабочих и молодёжных коллективах. Он возглавлял военно-научное общество при гарнизонном доме офицеров, был членом научно-методического общества «Знание», областного Совета ветеранов войны и труда Ярославского областного и Кировского районного комитетов ДОСААФ. За активную общественную работу был дважды награждён «Почётным знаком ДОСААФ», «Почётным знаком Советского комитета ветеранов войны» и другими.
В сороковые и пятидесятые годы избирался депутатом городского Совета трудящихся городов Баку и Вышний Волочёк.
Похоронен на Воинском мемориальном кладбище Ярославля.

## Память
- Учитывая фронтовые, боевые и общественные заслуги именем Максимова в Кировском районе Ярославля в августе 1984 года названа бывшая Комитетская улица.
- В городе Кольчугино именем героя также названа улица.

## Награды
- Медаль «Золотая Звезда»;
- орден Ленина;
- три ордена Красного Знамени;
- Орден Александра Невского;
- орден Отечественной войны I степени
- два ордена Красной Звезды;
- медали, в том числе:
  - медаль «За боевые заслуги»;
  - медаль «За оборону Москвы»;
  - медаль «За победу над Германией в Великой Отечественной войне 1941-1945 гг.»;
  - медаль «За взятие Берлина»;
  - медаль «За освобождение Праги»;
  - медаль «За безупречную службу» I степени;
  - медаль «За Одру, Нису и Балтику» (Польша).